# 田中秀逸
田中 秀逸（たなか しゅういつ、1963年 - ）は日本の生物学者。埼玉大学大学院理工学研究科生命科学部門生体制御学領域教授。
専門は遺伝情報学、生体情報制御学。モデル生物であるアカパンカビを主な実験材料として、DNA損傷応答、DNA修復と細胞死の分子生物学的研究を行っている。

## 略歴
- 1986年　埼玉大学理学部卒業
- 1988年　埼玉大学大学院理学研究科修士課程修了
- 1988年　佐賀医科大学教務職員
- 1995年　博士（理学）（北海道大学）
- 1995年　北海道大学大学院理学研究科助手
- 2004年　埼玉大学理学部助教授
- 2007年　埼玉大学理学部准教授
- 2012年　埼玉大学大学院理工学研究科生命科学部門生体制御学領域教授

## 論文
- 「糸状菌における組換えに関する研究」,田中秀逸・井上弘一・畠山晋,埼玉大学地域オープンイノベーションセンター紀要 2, 21-22, 2010
- 「タンパク質の高分子育種を基盤技術とする先端バイオ産業の創出 -アカパンカビにおける抗体タンパク質の大量産生に向けての研究」,井上弘一・田中秀逸・畠山晋,埼玉大学地域オープンイノベーションセンター紀要 (2), 18-20, 2009
- "Different roles of two CHK2 homologues of Neurospora crassa" , 井上弘一・田中秀逸,GENES & GENETIC SYSTEMS 83(6), 480, 2008
- 「糸状菌における組換えに関する研究」,田中秀逸・井上弘一・畠山晋, 埼玉大学地域オープンイノベーションセンター紀要 1, 28-29, 2008
- 「高速分子進化による高機能バイオ分子の創出 -相同組換え機能を使っての遺伝子ターゲッティング法」,井上弘一・田中秀逸・畠山晋,埼玉大学地域共同研究センター紀要 (8), 24-26, 2007
- "Selective inflammatory stimulations enhance release of microdial response factor (MRF)-1 from cultured microglia" , Glia,40/,360-371, 2002
- "Activation of protein kinase C delays apoptosis of nerve growth factor-deprived rat sympathetic neurons through a Ca2+-infux dependent mechanism" , Neurosci.Lett.,313/,9-12, 2001
- "Microglial response factor (MRF)-1 : Constitutive expression in ramified microglia and unregulation upon neuronal death induced by ischemia or glutamate exposure" , Zoological Sci.,17/,571-578, 2000
- "Upregulation of a new microglial gene , mrf-1 , in response to programmed neuronal cell death and degeneration" , J.Neurosci.,18/,6358-6369, 1998
- "Veratridine delays apoptotic neuronal death induced by NGF deprivation through a Na+ dependent mechanism in cultured rat sympathetic neurons" , Int.J.Dev.Neurosci.,15/,15-27, 1996
- "Up-reguration of L-type Ca2+ channnel associeted with the development of elevated-K+ mediated survival of superior cervical ganglion cells in vitro" , Dev.Biol.,168/,166-178, 1995
- 「PC12細胞内へのGTPアナログの導入は神経成長因子による突起形成を促進する」,佐賀医科大学一般教育紀要 10, 49-63, 1991
- 「神経栄養因子除去による神経細胞死」,小池達郎・田中秀逸,代謝 28(11), p941-948, 1991